# 沃羅涅韋
50°59′53″N 28°42′10″E / 50.99806°N 28.70278°E
沃羅涅韋（烏克蘭語：Вороневе），是烏克蘭的村落，位於該國北部日托米爾州，由科羅斯堅區負責管轄，始建於1835年，面積8.92平方公里，海拔高度158米，2001年人口166，人口密度每平方公里18.61人。